# 6P62戰鬥步槍
6P62（俄語：6П62）是一款俄罗斯手提式全自動反器材戰鬥步槍的俄罗斯国防部火箭炮兵装备总局（GRAU）編號，其項目代碼名稱至今仍然未知，發射12.7×108毫米俄羅斯口徑（.50俄羅斯）步枪子彈。

## 設計
這是一款的裝有短槍管和可折疊的兩腳架大型槍身機槍。它在槍管末端有一具大型補償式制動器，以將重彈造成的槍口焰、聲音和後座力降低到可控水平。所有示範型號都使用了機械瞄具，這意味著它只能在短距離使用。
用作一枝反器材步槍的6P62，主要是對輕型裝甲戰鬥車輛攻擊，具有在100公尺（109.36码，328.08英尺）貫穿20毫米鋼板的威力。它和其他反器材步槍的不同之處，就是該槍除了半自動射擊以外，還可以選擇使用全自動射擊，不如巴雷特M82那樣只能夠半自動射擊。
6P62可以在100公尺（109.36码，328.08英尺）貫穿高達20毫米（0.79英吋）軋壓均質裝甲。該槍在外觀上看起來像PK通用機槍和短槍管的AK-74（即AKS-74U）的混合版，但比起後兩者的外型都更大。直彈匣是直接從下面的彈匣口插入。
其目的是在要塞或障礙物提供密接式反載具支援，因為交火範圍對於榴彈發射器或火箭發射器而言都過近了。與重機槍或自動榴彈發射器相比，它更能輕易運輸和佈置。最有效的使用方法是配置在檢查站由宪兵和邊防警衛所使用。突擊部隊亦可在等待後續部隊解脫時，用以佔領和保持重要的交通樞紐，如十字路口和橋樑。
但該步槍從未真正地獲軍事力量所採用。雖然以上都是很好的理論，但它不是很實際。該武器會給班隊造成分配負擔，減慢步行速度，而且很少使用機會。就算他倆確實遇到了輕型裝甲車輛，該武器卻反而會導致他倆陷於困境，甚至可能無法擺脫困境。它還試圖同時執行已經分別由反器材步槍和一次性反坦克火箭筒所完成的任務。

## 其他
在歷史上只有一款類似的武器，那就是KPB-12.7（俄語：КПБ-12.7）。它的設計目的是用作手提式机枪。有一些消息來源聲稱，在全自動射擊時，就算抵肩仍然會失去控制的嚴重。儘管其裝上後座力減緩系統使得這款武器能夠進行肩射，但可靠性和單發精確度仍然有所不足，這種大口徑輕型武器在有限的彈匣容量以下進行連發更是沒有精確度可言。
6P62顯然是繼承了其中一些缺陷，因為它使用相同的威力強大的子彈平台，儘管它亦有加重和在槍口裝上了減低後座力強大的制退器。
正是因為具有這些缺陷，很難相信這樣的武器能夠稱為真正的手持式武器。
| 型號     | 6P62                                                     | KPB-12.7                                     |
| -------- | -------------------------------------------------------- | -------------------------------------------- |
| 子彈     | .50俄羅斯 （12.7×108毫米）                               | .50俄羅斯 （12.7×108毫米）                   |
| 發射速率 | 400—500發／分鐘                                          | 700發／分鐘 （實際發射速率：高達50發／分鐘） |
| 槍口初速 | 620—645 米／秒 （2,034.16—2,116.19 英呎／秒）            | 840 米／秒 （2,755.96 英呎／秒）             |
| 總重量   | 大約15公斤 （33.07 磅）                                  | 大約13公斤 （28.66 磅）                      |
| 全長     | 1,200毫米 （47.24英吋）                                  | 1,455毫米 （57.28英吋）                      |
| 槍管長度 | 950毫米 （37.4英吋）                                     | 750毫米 （29.53英吋）                        |
| 最大射程 | 1,000公尺 （1,093.61码，3,280.84英尺，0.62英里）         |                                              |
| 裝甲貫穿 | 高達20毫米（0.79英吋） （100公尺，109.36码，328.08英尺） |                                              |
| 彈匣容量 | 14發                                                     | 16發 （根據一些消息來源：10發）              |

## 使用國
- 俄羅斯：裝備於少數特種部隊。[5]

## 資料來源
1. ↑  .   [2020-09-08]. （原始内容存档于2020-04-27）.
2. ↑  .   [2020-09-08]. （原始内容存档于2020-01-28）.
3. ↑  .   [2011-08-02]. （原始内容存档于2011-10-07）.
4. ↑  .   [2011-08-02]. （原始内容存档于2011-08-11）.
5. ↑  .   [2016-01-27]. （原始内容存档于2016-03-09）.

## 外部連結
- （英文）—6P62的相關相片（裝上瞄準鏡）
- （英文）—6P62的相關相片（射擊時）
- （英文）—Homemade Defense－Rare Weapons- 6P62 12.7mm （页面存档备份，存于）
- （简体中文）—D Boy Gun World（槍炮世界）—6P62重型自动步枪（页面存档备份，存于）